# Jedermanns Fest
Jedermanns Fest ist ein 1996 entstandenes und 2002 uraufgeführtes Filmdrama, das den Jedermann von Hugo von Hofmannsthal paraphrasiert.

## Handlung
Der Wiener Modeschöpfer Jan Jedermann inszeniert als Höhepunkt seiner Karriere eine exzentrisch-skandalöse Modenschau auf dem Dach der Wiener Staatsoper. Mit dieser und einem bombastischen Fest will er die Mode-Ikone Yvonne Becker von seiner künstlerischen Einzigartigkeit überzeugen. Doch auf dem Weg zum Fest jagt Jedermanns Ferrari über eine Leitplanke, der Modeschöpfer stirbt in einer Baugrube. Sein letzter Wunsch: Das große Fest noch zu erleben. Noch einmal liegen dem Todgeweihten die schönsten Frauen zu Füßen. Doch mit Yvonnes verheerender Kritik wenden sich Ruhm und Verehrung von Jedermann ab. Plötzlich ist der Modezar allein.

## Kritik
„Groß angelegter Film, dessen betont anti-naturalistische Bilder und Drehbuchsentenzen keine überzeugende Stilisierung, sondern eher lähmende Künstlichkeit erzeugen. Trotz des zurückgenommenen Spiels des Hauptdarstellers überwiegt der Eindruck einer weitgehend redundanten, hochgradig schwülstigen Moralpredigt.“

## Auszeichnungen
- 2002: Großer Diagonale-Preis für Fritz Lehner